# Stopień strażacki
Ten artykuł należy dopracować:

przedstawiono sytuację tylko z polskiej perspektywy – artykuł powinien być przekrojowy.
Pomóż go poprawić. Na stronie dyskusji mogą znajdywać się pomocne komentarze.
Stopnie strażackie (pożarnicze) – tytuły strażaków oznaczające miejsce danego funkcjonariusza w hierarchii. Oznaki stopni strażackich nawiązują do oznak stopni wojskowych i podobnie jak w wojsku nosi się je na mundurze.

## Stopnie służbowe Państwowej Straży Pożarnej
W polskiej Państwowej Straży Pożarnej funkcjonariusze noszący określone stopnie służbowe wchodzą w skład odpowiednich korpusów.

## Funkcjeochotniczej straży pożarnej
Stopnie członków OSP:
- strażak
- starszy strażak
- dowódca roty
- pomocnik dowódcy sekcji
- dowódca sekcji
- pomocnik dowódcy plutonu
- dowódca plutonu

Stopnie funkcyjnych zarządu OSP:
- członek zarządu
- zastępca naczelnika
- wiceprezes naczelnik
- prezes

Stopnie komisji rewizyjnej OSP
- członek komisji rewizyjnej OSP
- przewodniczący komisji rewizyjnej OSP

Dodatkowo na każdym szczeblu działalności Związku Ochotniczych Straży Pożarnych RP występują stopnie funkcyjne odpowiednie do zajmowanego stanowiska.

## FunkcjeWojskowej Straży Pożarnej
Wojskowa Straż Pożarna opiera się na stopniach wojskowych w przypadku żołnierzy Wojska Polskiego lub bez stopni w przypadku pracowników RON.